# 常磐水野谷町
常磐水野谷町（じょうばん みずのやまち）は、福島県いわき市にある大字である。郵便番号は972-8311。

## 地理
いわき市中央部の常磐地区に属する。北で草木台、常磐松久須根町、東で常磐三沢町、南で常磐下船尾町、西で常磐関船町、常磐湯本町とそれぞれ隣接する。概ね町村制施行以前の磐前郡水野谷村の流れを汲む地域である。二級水系藤原川水系水野谷川流域を主な範囲とする。水野谷川が形成する谷底に水田が広がり、山裾や幹線道路沿いに集落が広がる。南東部の丘陵地には常磐鹿島工業団地が造成され、北部の丘陵地には21世紀の森公園や草木台の住宅地が造成された。常磐関船町内に所在するいわき中央警察署常磐分庁舎及び常磐消防署がそれぞれ管轄にあたる。

### 主な字
字
複数の字を持つが、地名の表記に「字」の文字は使用されない。
- 錦沢
- 諏訪ケ崎
- 千代鶴

- 亀ノ尾
- 竜ケ沢
- 東

### 河川
- 水野谷川（二級水系藤原川水系
  - 龍ヶ沢川

## 歴史
- 1879年1月27日 - 湯長谷藩領水野谷村が福島県内における郡区町村制の施行により磐前郡の村となる[4]。
- 1889年4月1日 - 町村制の施行により水野谷村が岩ヶ岡村、下船尾村、馬玉村、長孫村、上湯長谷村、下湯長谷村、関船村、藤原村、白鳥村、西郷村と合併し、磐前郡磐崎村が成立する。旧水野谷村域は磐崎村の大字となる[4]。
- 1896年4月1日 - 磐前郡と周辺郡との合併により石城郡が発足し、石城郡磐崎村となる[4]。
- 1896年9月23日 - 大字水野谷が関船と共に湯本村に編入され、湯本村の大字となる[4]。
- 1922年8月20日 - 湯本村が町制施行し湯本町の大字となる[4]。
- 1954年3月29日 - 小名浜町大字上矢田、松久須根、三沢が湯本町に編入される[4]。
- 1954年3月31日 - 湯本町が磐崎村と合併し、常磐市が成立し、常磐市の大字となる[4]。
- 1966年10月1日 - 常磐市が平市・勿来市・内郷市・磐城市、石城郡小川町・遠野町・四倉町・川前村・田人村・好間村・三和村、双葉郡久之浜町・大久村と合併しいわき市となり、いわき市常磐地区の大字となる[4]。

## 世帯数と人口
2023年10月31日現在の世帯数と人口は以下の通りである。
| 大字         | 世帯数  | 人口   |
| ------------ | ------- | ------ |
| 常磐水野谷町 | 504世帯 | 1106人 |

## 小・中学校の学区
市立小・中学校に通う場合、学区は以下の通りとなる。
| 番地 | 小学校                   | 中学校                   |
| ---- | ------------------------ | ------------------------ |
| 全域 | いわき市立湯本第三小学校 | いわき市立湯本第二中学校 |

## 交通

### 道路
- 福島県道20号いわき上三坂小野線（旧国道6号）
- 福島県道48号江名常磐線
- 一級市道上荒川台山線

## 施設
- いわき市立湯本第三小学校
- 21世紀の森公園
  - ハワイアンズスタジアムいわき
- 常磐鹿島工業団地
  - クリナップ 鹿島工場
  - 日立金属アドバンストマシニング
  - 小名浜吉野石膏
  - ハニーズ いわき物流センター
- ツルハドラッグ いわき湯本店
- ダイソー いわき湯本店
- 湯本自動車学校